# The Worst of Jefferson Airplane
The Worst of Jefferson Airplane è una compilation dei Jefferson Airplane, pubblicata nel novembre del 1970.

## Brani
Le canzoni in esso presenti provengono dagli album Jefferson Airplane Takes Off (1966), Surrealistic Pillow (1967), After Bathing at Baxter's (1967), Crown of Creation (1968), dal live Bless Its Pointed Little Head (1969) e da Volunteers (1969).

## Tracce
Lato A
1. It's No Secret (Marty Balin) – 2:37
2. Blues from an Airplane (Balin, Skip Spence) – 2:10
3. Somebody to Love (Darby Slick) – 2:54
4. Today (Balin, Paul Kantner) – 2:57
5. White Rabbit (Grace Slick) – 2:27
6. Embryonic Journey (Jorma Kaukonen) – 1:51
7. Martha (Kantner) – 3:21
8. The Ballad of You & Me & Pooneil (Kantner) – 4:30

Lato B
1. Crown of Creation (Kantner) – 2:53
2. Chushingura (Spencer Dryden) – 1:17
3. Lather (Slick) – 2:55
4. Plastic Fantastic Lover (Balin) – 3:39
5. Good Shepherd (Trad., arr. Kaukonen) – 4:22
6. We Can Be Together (Kantner) – 5:50
7. Volunteers (Balin, Kantner) – 2:03

Tracce aggiuntive nell'edizione del 2006
1. Watch Her Ride (Kantner) – 3:16
2. Greasy Heart (Slick) – 3:27

## Formazione
- Marty Balin – voce; tamburello in Lather e Volunteers
- Jack Casady – basso
- Spencer Dryden – batteria, percussioni; effetti sonori in Chushingura
- Paul Kantner – chitarra ritmica, chitarra acustica, voce
- Jorma Kaukonen – chitarre solista, ritmica e acustica; voce in Good Shepherd
- Grace Slick – voce; flauto in Martha, piano in The Ballad of You & Me & Pooneil e Lather, organo in Plastic Fantastic Lover
- Signe Toly Anderson – voce in It's No Secret e Blues from an Airplane
- Skip Spence – batteria in It's No Secret e Blues from an Airplane

Altri musicisti
- Gary Blackman – "assolo di naso" in Lather
- Gene Twombly – effetti sonori in Lather
- Nicky Hopkins – piano in We Can Be Together e Volunteers

Produzione e ulteriori dettagli
- Jefferson Airplane Takes Off pubblicato nel settembre del 1966, recorded on 3-tracks
- Surrealistic Pillow pubblicato nel febbraio del 1967, recorded on 4-tracks
- After Bathing at Baxter's pubblicato nel novembre del 1967, recorded on 8-tracks
- Crown of Creation pubblicato nel settembre del 1968, recorded on 8-tracks
- Bless Its Pointed Little Head pubblicato nel febbraio del 1969, recorded live on 8-tracks
- Volunteers pubblicato nel novembre del 1969, recorded on 16-tracks
- Alton Kelley, Wes Wilson – album design
- Jefferson Airplane, Bill Thompson, Maurice – album compilation